# Diócesis de Norwich (antigua)
La diócesis de Norwich (en latín: Dioecesis Norwicensis y en inglés: Diocese of Norwich) fue una circunscripción eclesiástica de la Iglesia católica en el Reino Unido. Se trataba de una diócesis latina, sufragánea de la arquidiócesis de Canterbury. Por el Acta de Supremacía del Parlamento de Inglaterra del 8 de mayo de 1559 fue convertida en la diócesis de Norwich de la Iglesia de Inglaterra.

## Territorio y organización

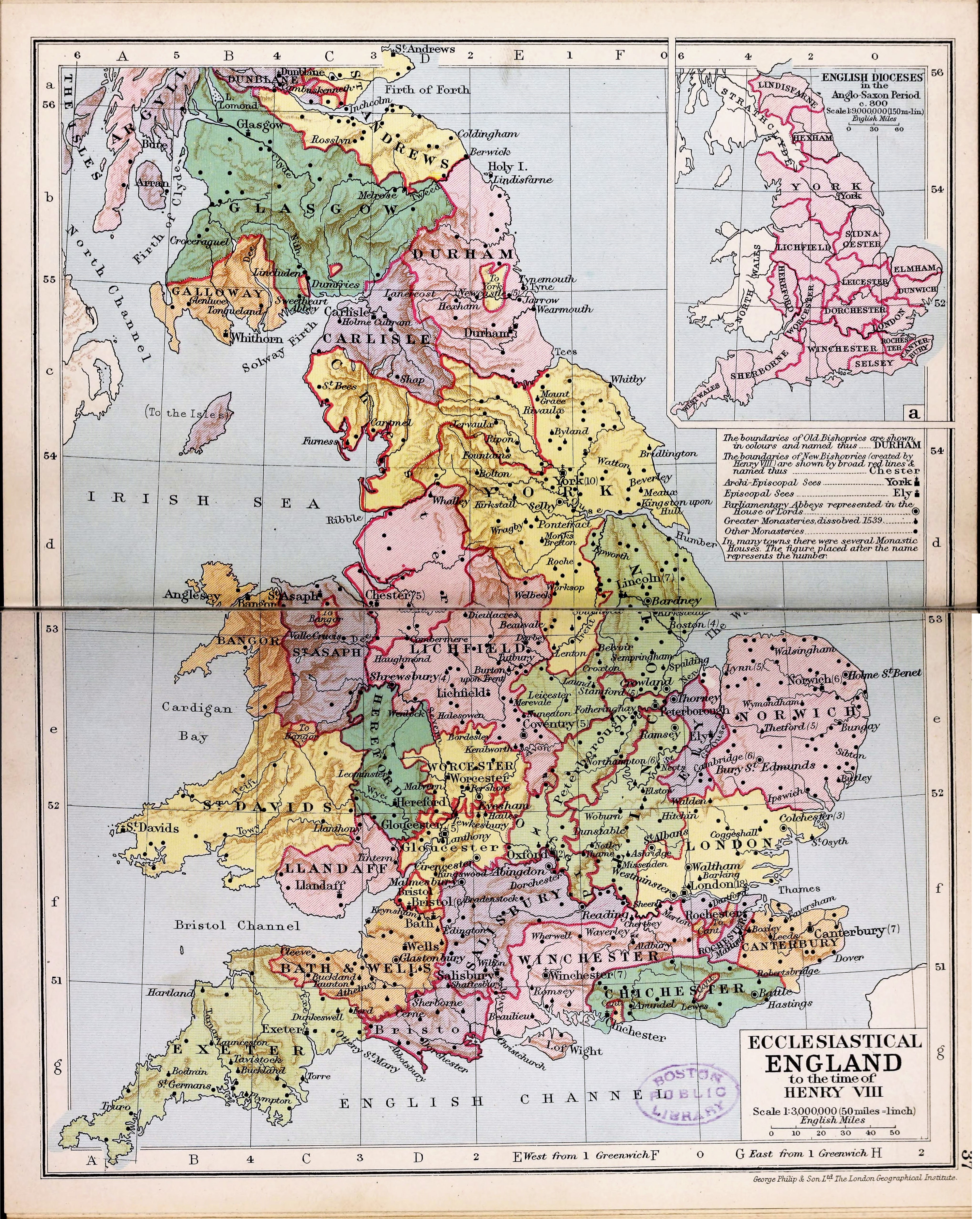
Mapa de las diócesis de Inglaterra

La diócesis extendía su jurisdicción sobre los fieles católicos de rito latino residentes inicialmente en parte de la actual Inglaterra, en Norfolk, Suffolk y parte de Cambridgeshire.
La sede de la diócesis se encontraba en la ciudad de Norwich en donde se halla la Catedral de la Santísima e Indivisible Trinidad, que desde la Reforma anglicana pertenece a la Iglesia de Inglaterra.
La diócesis comprendía más de mil parroquias, agrupadas en cuatro arcedianatos: Norfolk, Norwich, Suffolk (o Ipswich) y Sudbury.

## Historia

### Diócesis de Dunwich
La evangelización del Reino de Anglia Oriental comenzó casi inmediatamente después de la llegada de los misioneros enviados a Britania en 596 por el papa Gregorio Magno dirigidos por el monje Agustín. San Félix, vinculado al monacato de Luxeuil y a la diócesis de Meaux, fundó la diócesis de Dunwich (o Domnoc) al sur del reino anglooriental (Suffolk) en 630.

### Diócesis de Elmham
Cuando el obispo Bisi se retiró por vejez en 673, el arzobispo de Canterbury, Teodoro, autorizó la división de la diócesis de Dunwich, lo que dio lugar a la nueva diócesis de Elmham en la parte norte del reino.
Después de 870, tras la invasión de los vikingos daneses y el establecimiento del Danelaw, las dos diócesis de Anglia Oriental sufrieron mucho y permanecieron vacantes durante algunas décadas; la invasión danesa también provocó la destrucción de iglesias y monasterios.

### Diócesis de Norwich
Al restablecerse la paz, se pudo restaurar la jerarquía. Sin embargo, la sede de Dunwich fue abandonada y los obispos de Elmham gobernaron toda Anglia Oriental, hasta que el obispo Herfast, italiano de nacimiento y capellán de Guillermo el Conquistador, trasladó la sede a Thetford. Más tarde, alrededor de 1094, durante el reinado de Guillermo II, el obispo Herbert trasladó de nuevo la sede de Thetford a Norwich.
En 1096 se inició la construcción de la Catedral de Norwich, dedicada a la Santísima Trinidad, y se completó en 1145.

### Reforma anglicana
Luego de que el 23 de marzo de 1534 el papa Clemente VII excomulgara el rey Enrique VIII a causa de su divorcio de Catalina de Aragón, el 3 de noviembre de 1534 el Parlamento de Inglaterra aprobó el Acta de Supremacía de 1534
mediante la cual se declaraba que el rey era «only supreme head in earth of the Church of England, called Anglicana Ecclesia», acto formal mediante el cual la Iglesia católica de Inglaterra entraba en cisma con la Santa Sede, transformándose en una Iglesia nacional independiente. El 18 de diciembre de 1534 aprobó además la Ley de Traición que castigaba con la pena de muerte a quienes no aceptaran el Acta de Supremacía. El Parlamento de acuerdo con Enrique VIII emitió los Seis Artículos en agosto de 1539, por los que se mantuvo la liturgia católica-romana tradicional casi sin cambios en las doctrinas y prácticas de la nueva Iglesia nacional independiente de Inglaterra.
En la diócesis de Norwich el obispo ultraconservador Richard Nykke en 1531 había hecho quemar en la hoguera por hereje al reformador Thomas Bilney. Por desavenencias con el rey y por desafiar la autoridad del arzobispo Thomas Cranmer fue encarcelado, aunque al prestar el juramento al Acta de Supremacía fue multado y liberado y falleció el 29 de diciembre de 1535. El 31 de mayo de 1536 fue elegido obispo William Rugge sin pedir la aprobación del papa.
Tras la muerte de Enrique VIII el 28 de enero de 1547 lo sucedió su hijo Eduardo VI. Durante su reinado la Iglesia de Inglaterra llegó a ser teológicamente protestante. En Norwich continuó como obispo William Rugge, quien era un teólogo conservador que disputó públicamente con Robert Watson, uno de los primeros protestantes evangélicos, en 1539, sobre el tema del libre albedrío. Sin el favor real, renunció antes del 26 de enero de 1550 y fue remplazado por Thomas Thirlby el 1 de abril de 1550, trasladado desde la efímera diócesis de Westminster.
Tras la muerte de Eduardo VI el 6 de julio de 1553 ascendió al trono la católica María I Tudor, quien por ley del Parlamento del 12 de noviembre de 1554 derogó el Acta de Supremacía y luego se abolió toda la legislación religiosa aprobada contra el papado a partir de 1529. El obispo Thomas Thirlby, un católico, quien «pues si bien acataba cualquier cambio, se oponía secretamente a todo mientras fuera seguro hacerlo» pronto gozó del favor de la reina María, y el 10 de julio de 1554 fue trasladado a la diócesis de Ely. En su lugar fue nombrado el dominico John Hopton el 4 de septiembre de 1554, último obispo de Norwich en comunión con la Santa Sede. Hopton fue un implacable perseguidor de los protestantes y fue el principal responsable de la quema en la hoguera de más de treinta protestantes en Norwich durante su mandato.
El 17 de noviembre de 1558 falleció la reina María y fue sucedida por Isabel I, quien con otra Acta de Supremacía del 8 de mayo de 1559 restauró la independencia de la Iglesia anglicana y rompió definitivamente con la Santa Sede. La diócesis de Norwich pasó a ser parte de la Iglesia de Inglaterra y dado que el obispo Hopton había fallecido en diciembre de 1558, la sede estaba vacante y el 27 de marzo de 1560 fue nombrado John Parkhurstel iniciando la lista de obispos anglicanos de la diócesis de Norwich.
En 1976 se erigió la diócesis de East Anglia con sede en la misma ciudad de Norwich y un territorio en gran parte coincidente con el de la antigua diócesis, sin embargo no tomó el nombre de diócesis de Norwich debido a las disposiciones contenidas en la Roman Catholic Relief Act 1829, que establecía la prohibición del establecimiento de diócesis católicas con el mismo nombre que las anglicanas.

## Episcopologio

### Obispos de Thetford
- Herfast † (1072-1084 falleció)
- William de Beaufeu † (1086-1091 falleció)
- Herbert de Losinga † (1091-circa 1094 trasladó la sede a Norwich)

### Obispos de Norwich
- Herbert de Losinga † (circa 1094-22 de julio de 1119 falleció)
- Everard of Calne † (12 de junio de 1121-1145 renunció)
- William de Turbeville † (1146-16 de enero de 1175 falleció)
- John of Oxford † (14 de diciembre de 1175-2 de junio de 1200 falleció)
- John de Gray † (24 de septiembre de 1200-18 de octubre de 1214 falleció)
- Pandolfo Verraccio † (antes del 4 de noviembre de 1215-16 de septiembre de 1226 falleció)
- Thomas Blunville † (20 de diciembre de 1226 consagrado-16 de agosto de 1236 falleció)
- William de Raley † (25 de septiembre de 1239 consagrado-17 de septiembre de 1243 nombrado obispo de Winchester)
- Walter Suffield † (19 de febrero de 1245 consagrado-18 de mayo de 1257 falleció)
- Simon Walton † (10 de marzo de 1258 consagrado-2 de enero de 1266 falleció)
- Roger Skerning † (4 de abril de 1266 consagrado-22 de enero de 1278 falleció)
- William Middleton † (29 de mayo de 1278 consagrado-1 de septiembre de 1288 falleció)
- Ralph Walpole † (20 de marzo de 1289 consagrado-5 de junio de 1299 nombrado obispo de Ely)
- John Salmon † (15 de julio de 1299-6 de julio de 1325 falleció)
- William Ayermin † (19 de septiembre de 1325-27 de marzo de 1336 falleció)
- Antony Bek † (14 de marzo de 1337-18 de diciembre de 1343 falleció)
- William Bateman † (23 de enero de 1344-6 de enero de 1355 falleció)
- Thomas Percy † (4 de febrero de 1355-18 de agosto de 1369 falleció)
- Henry le Despenser † (3 de abril de 1370-23 de agosto de 1406 falleció)
- Alexander Tottington † (24 de febrero de 1407-abril de 1413 falleció)
- Richard Courtenay † (28 de junio de 1413-15 de septiembre de 1415 falleció)
- John Wakering † (31 de mayo de 1416 consagrado-9 de abril de 1425 falleció)
- William Alnwick † (27 de febrero de 1426-19 de septiembre de 1436 nombrado obispo de Lincoln)
- Thomas Brunce † (19 de septiembre de 1436-6 de diciembre de 1445 falleció)
- Walter Hart † (24 de enero de 1446-17 de mayo de 1472 falleció)
- James Goldwell † (16 de julio de 1472-15 de febrero de 1499 falleció)
- Thomas Jane † (14 de junio de 1499-septiembre de 1500 falleció)
- Richard Nykke † (26 de febrero de 1501-3 de noviembre de 1534 pasó a ser cismático anglicano al aprobarse el Acta de Supremacía)
  - Richard Nykke † (3 de noviembre de 1534-29 de diciembre de 1535 falleció) (obispo cismático anglicano)
  - William Rugge (31 de mayo de 1536-antes del 26 de enero de 1550 renunció) (obispo cismático anglicano)
  - Thomas Thirlby (1 de abril de 1550-10 de julio de 1554 trasladado a Ely) (obispo cismático anglicano, retornó al catolicismo)
- John Hopton, O.P. † (4 de septiembre de 1554-diciembre de 1558 falleció)